# Рендеровање високог динамичког опсега
Рендеровање високог динамичког опсега (HDRR или HDR рендеровање), такође познато као осветљење високог динамичког опсега, је приказивање сцена рачунарске графике коришћењем прорачуна осветљења у високом динамичком опсегу (ХДР). Ово омогућава очување детаља који могу бити изгубљени због ограничавања односа контраста. Видео игрице и компјутерски генерисани филмови и специјални ефекти имају користи од овога јер ствара реалистичније сцене него код једноставнијих модела осветљења.
Компанија за графичке процесоре Nvidia резимира мотивацију за ХДР у три тачке: светле ствари могу бити заиста светле, тамне ствари могу бити заиста мрачне, а детаљи се могу видети у оба.

## Историја
Коришћење слика високог динамичког опсега (ХДРИ) у компјутерској графици увео је Greg Ward 1985. године са својим софтвером за рендеровање и симулацију осветљења отвореног кода који је створио први формат датотеке који је задржао слику високог динамичког опсега. ХДРИ је опстајао више од једне деценије, спутан ограниченом рачунарском снагом, методама складиштења и снимања. Тек недавно је развијена технологија да се ХДРИ стави у практичну употребу.
Године 1990. Nakame и остали представили су модел осветљења за симулаторе вожње који је истакао потребу за обрадом високог динамичког опсега у реалистичним симулацијама
Године 1995. Greg Spencer је представио ефекте одсјаја засноване на физичкој основи за дигиталне слике на SIGGRAPH-у, обезбеђујући квантитативни модел за бљесак и цветање у људском оку.
Године 1997, Paul Debevec је представио Обнављање мапа зрачења високог динамичког опсега са фотографија на SIGGRAPH-у, а следеће године представио је Рендеровање синтетичких објеката у стварне сцене. Ова два рада су поставила оквир за креирање ХДР светлосних сонди локације, а затим коришћење ове сонде за осветљавање рендероване сцене.
ХДРИ и ХДРЛ (осветљење засновано на слици високог динамичког опсега) се од тада користе у многим ситуацијама у 3Д сценама у којима уметање 3Д објекта у реално окружење захтева податке светлосне сонде како би се обезбедила реалистична решења за осветљење.
У апликацијама за игре, Riven: The Sequel to Myst је 1997. користио ХДРИ пост обраду потпрограма директно заснован на Спенсеровом раду. Након Е3 2003, Valve је објавио демо филм свог извора рачунара који приказује градски пејзаж у високом динамичком опсегу. Термин се поново није уобичајено користио све до Е3 2004, где је стекао много више пажње када је Epic Games представио Unreal Engine 3, а Valve најавио Half-Life 2: Lost Coast 2005. године, заједно са моторима отвореног кода као што су ОГРЕ 3D и игре отвореног кода као што је Nexuiz.

## Примери
Једна од примарних предности ХДР рендеровања је очување детаља у сцени са великим односом контраста. Без ХДР-а, подручја која су превише су одсечена на црну, а подручја која су превише светла се секу на белу. Они су представљени хардвером као вредност са покретним зарезом од 0,0 и 1,0 за чисто црну и чисто белу.
Други аспект ХДР рендеровања је додавање перцептивних знакова који повећавају привидну осветљеност. ХДР рендеровање такође утиче на то како се светлост чува у оптичким феноменима као што су рефлексије и преламања, као и на транспарентне материјале као што је стакло. У ЛДР рендеровању, веома светли извори светлости у сцени (као што је сунце) су ограничени на 1.0. Када се ово светло рефлектује, резултат мора бити мањи или једнак 1,0. Међутим, у ХДР рендеровању, веома светли извори светлости могу премашити осветљеност од 1,0 да би симулирали своје стварне вредности. Ово омогућава рефлексијама са површина да одрже реалистичну осветљеност за јаке изворе светлости.

## Ограничења и накнаде

### Људско око
Људско око може да опажа сцене са веома високим динамичким контрастом, око 1.000.000:1. Адаптација се делимично постиже прилагођавањем дужице и спорим хемијским променама, за које је потребно неко време (нпр. кашњење у могућности да се види када се прелази са јаког осветљења на мркли мрак). У сваком тренутку, статички опсег ока је мањи, око 10.000:1. Међутим, ово је и даље веће од статичког опсега већине технологије екрана.

### Излаз на дисплеје
Иако многи произвођачи тврде да су бројеви веома високи, плазма екрани, LCD екрани и CRT екрани могу да испоруче само делић контрастног односа који се налази у стварном свету, а они се обично мере у идеалним условима. Садржај у нормалним условима гледања је знатно нижи.
Одређено повећање динамичког опсега на LCD мониторима може се постићи аутоматским смањењем позадинског осветљења за тамне сцене. На пример, LG назива ову технологију „Дигитални фини контраст“; Самсунг је описује као „динамички однос контраста“. Друга техника је да имате низ светлијих и тамнијих ЛЕД позадинских осветљења, на пример са системима које је развио BrightSide Technologies.
OLED екрани имају боље могућности динамичког опсега од LCD-а, слично плазми, али са мањом потрошњом енергије. Rec.709 дефинише простор боја за ХДТВ, а Rec. 2020. дефинише већи, али још увек непотпун простор боја за телевизију ултра високе дефиниције.

### Flare
Flare је дифракција светлости у људском сочиву, што резултира „зрацима“ светлости који излазе из малих извора светлости, а такође може довести до неких хроматских ефеката. Највидљивији је на тачкастим изворима светлости због њиховог малог визуелног угла.
У супротном, ХДР системи за рендеровање морају да мапирају пуни динамички опсег онога што би око видело у приказаној ситуацији на могућности уређаја. Ово мапирање тонова се врши у односу на оно што камера виртуелне сцене види, у комбинацији са неколико ефеката преко целог екрана, нпр. да симулира прашину у ваздуху која је осветљена директном сунчевом светлошћу у мрачној пећини, или распршивање у оку.
Мапирање тонова и компјутерска графика могу се користити заједно да помогну у симулацији ових ефеката.

### Цветање светлости
Цветање светлости је резултат расејања у људском сочиву, што људски мозак тумачи као светлу тачку у сцени. На пример, јарко светло у позадини ће изгледати као да прелази на објекте у предњем плану. Ово се може користити за стварање илузије да би светла тачка изгледала светлија него што заиста јесте.

### Мапирање тонова
Мапирање тонова, у контексту графичког приказивања, је техника која се користи за мапирање боја из високог динамичког опсега (у којем се врше прорачуни осветљења) у нижи динамички опсег који одговара могућностима жељеног уређаја за приказ. Типично, мапирање је нелинеарно – задржава довољно опсега за тамне боје и постепено ограничава динамички опсег за светле боје. Ова техника често производи визуелно привлачне слике са добрим укупним детаљима и контрастом. Постоје различити оператори за мапирање тонова, у распону од једноставних метода у реалном времену које се користе у компјутерским играма до софистициранијих техника које покушавају да имитирају перцептивни одговор људског визуелног система.

## Референцe
1. ↑  „"High Dynamic Range Rendering (on the GeForce 6800)"” (PDF).
2. ↑  „"High Dynamic Range Imaging"” (PDF).
3. ↑  SIGGRAPH (Conference) (22nd : 1995 : Los Angeles, Calif ); Cook, Robert; Hourvitz, Leo; SIGGRAPH (1995). Computer graphics : proceedings : SIGGRAPH 95 Conference proceedings, August 6-11, 1995. Internet Archive. New York, NY : ACM SIGGRAPH. ISBN 978-0-201-84776-5.
4. ↑  „Recovering High Dynamic Range Radiance Maps from Photographs”. www.pauldebevec.com. Приступљено 2022-03-31.
5. ↑  „Debevec / Rendering Synthetic Objects into Real Scenes”. www.pauldebevec.com. Приступљено 2022-03-31.
6. ↑  „Forcade, Tim (February 1998). "Unraveling Riven". Computer Graphics World.”. Недостаје или је празан параметар |url= (помоћ)
7. ↑  Half-Life 2: Source DirectX 9.0 Effects Trailer (2003) (на језику: српски), Приступљено 2022-03-31
8. ↑  „Digital Fine Contrast”.
9. ↑  „BrightSide Technologies is now part of Dolby”. Архивирано из оригинала 10. 09. 2007. г. Приступљено 31. 03. 2022.